# Glomospira
Glomospira, en ocasiones erróneamente denominado Arglomospirum, es un género de foraminífero bentónico de la subfamilia Usbekistaniinae, de la familia Ammodiscidae, de la superfamilia Ammodiscoidea, del suborden Ammodiscina y del orden Astrorhizida. Su especie-tipo es Trochammina squamata. Su rango cronoestratigráfico abarca desde el Viseense (Carbonífero inferior) hasta la Actualidad.

## Discusión
Clasificaciones previas incluían Glomospira en la subfamilia Ammovertellininae, así como en el suborden Textulariina del orden Textulariida.

## Clasificación
Se han descrito numerosas especies de Glomospira. Entre las especies más interesantes o más conocidas destacan:
- Glomospira gordialis
- Glomospira squamata

Un listado completo de las especies descritas en el género Glomospira puede verse en el siguiente anexo.
En Glomospira se ha considerado el siguiente subgénero:
- Glomospira (Hemigordius), aceptado como género Hemigordius